# Ruth Rowe
Ruth Rowe, född 11 mars 1947, är en amerikansk bågskytt. Hon deltog vid olympiska sommarspelen 1984.